# Xylotrechus arvicola
Xylotrechus arvicola là một loài bọ cánh cứng trong họ Cerambycidae.

## Hình ảnh

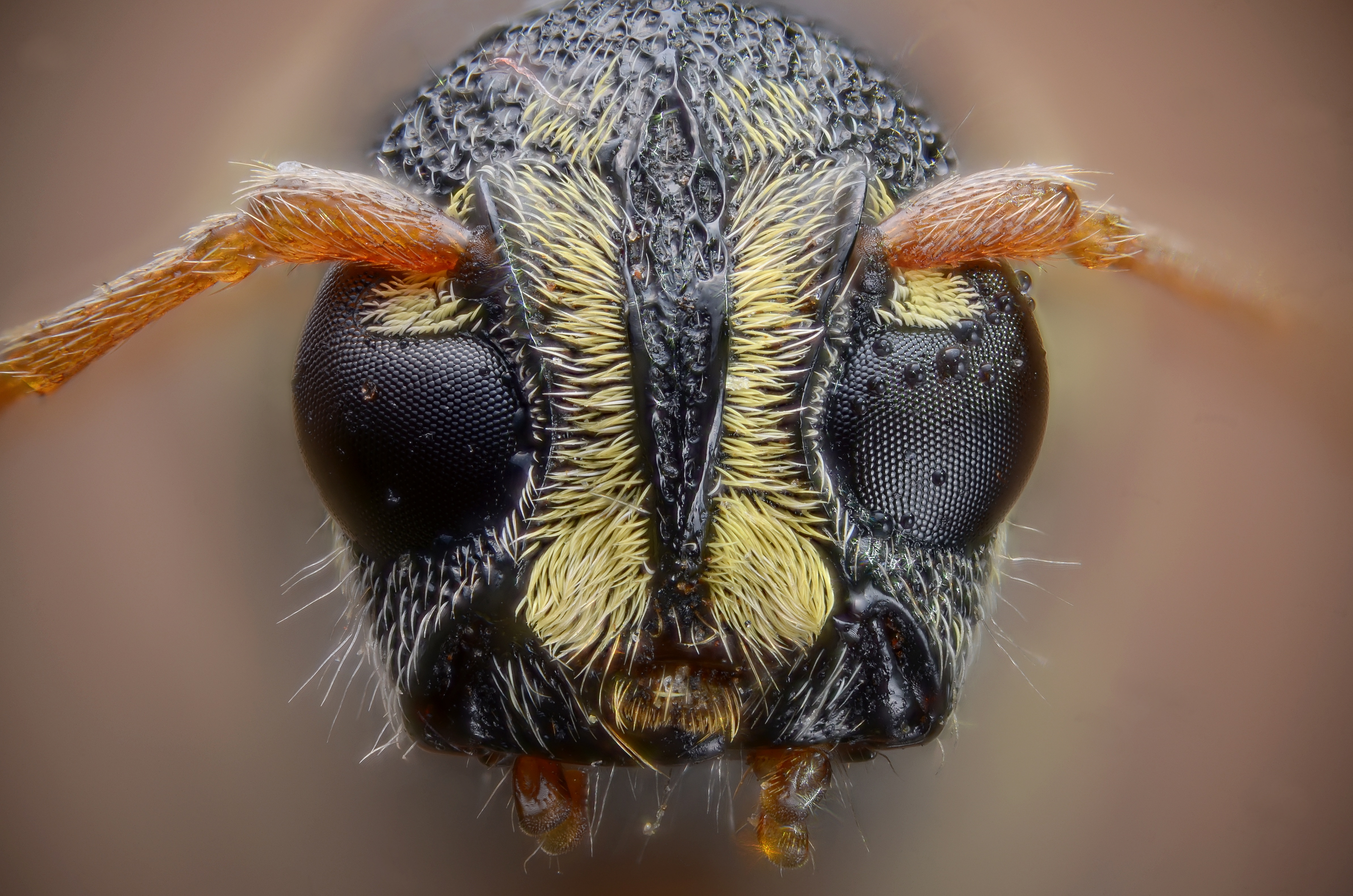
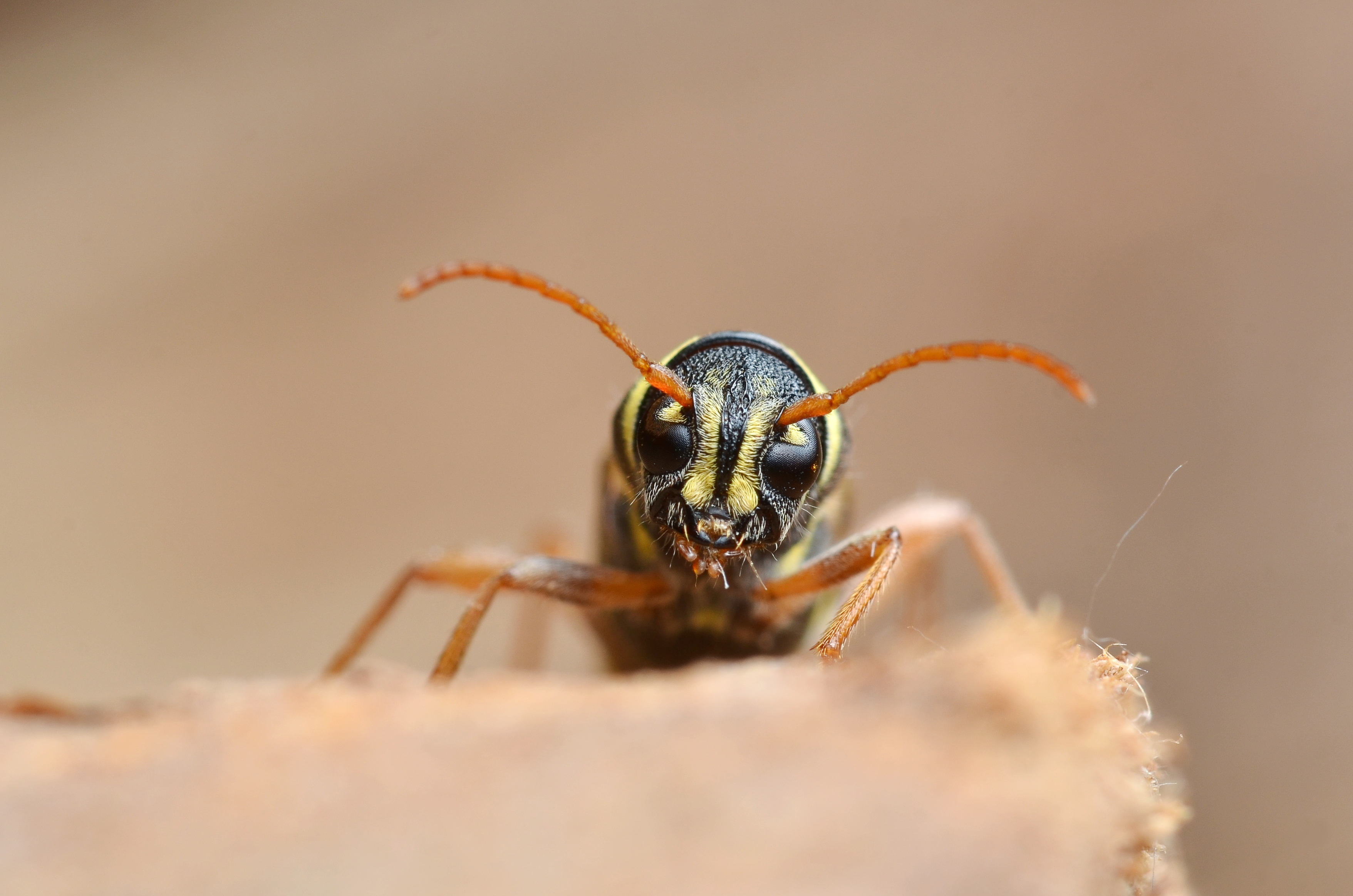